# Callorhinchus
Callorhinchus é um género de peixes cartilagíneos marinhos pertencentes à ordem dos Chimaeriformes, sendo o único género da família monotípica Callorhinchidae.

## Descrição
A família é endémica nos mares temperados do hemisfério sul onde, ao contrário da maioria das espécies de Holocephali, habita as águas relativamente rasas, não ultrapassando algumas centenas de metros de profundidade.
A aparência destes peixes é absolutamente única e inconfundível, devido à probóscide com ganchos presente no focinho. A barbatana caudal é heterocercal como a dos tubarões (Selachimorpha).
Callorhinchus milii, com 125 cm de comprimento, á a maior espécie do género.

## Espécies
O género Callorhinchus inclui as seguintes espécies:
- Callorhinchus callorynchus
- Callorhinchus capensis
- Callorhinchus milii[2]